# 바스터
바스터(Baster)는 현재의 남아프리카 공화국 서부 지역에 살다가 현재의 나미비아 레호보트시 주변으로 이주한 흑백 혼혈 민족이다. 나미비아 정부의 차별로 UNPO에 가입하였다.

## 같이 보기
- 그리콰인
- 메티스 (민족)
- 쿼드룬